# William Christopher Handy
William Christopher Handy (anglès: W. C. Handy)  (Florence, 16 de novembre de 1873 - Nova York, 28 de març de 1958) va ser un compositor i músic nord-americà que es va referir a si mateix com el Pare del Blues. Va ser un dels compositors més influents dels Estats Units. Handy, un dels molts músics que va tocar la música blues distintivament nord-americana, no va crear el gènere del blues, sinó que va ser el primer a publicar música en forma de blues, agafant així el blues d'un estil musical regional (Delta blues) amb un nombre limitat de públic a un nou nivell de popularitat. dasf adsf
Handy va utilitzar elements de la música popular en les seves composicions. Va ser escrupolós a l'hora de documentar les fonts de les seves obres, que sovint combinaven influències estilístiques de diversos intèrprets.

## Composicions
La música de Handy no sempre segueix el patró clàssic de 12 compassos, sovint té ponts de 8 o 16 compassos entre versos de 12 compassos.
- "Memphis Blues", escrit el 1909, publicat el 1912. Encara que normalment se subtitula "Boss Crump", és una cançó diferent de la sàtira de campanya de Handy, "Boss Crump don't 'low no easy riders around here", que es basava en la cançó "Mamma Don't Allow It".
- "Yellow Dog Blues" (1912), "El teu genet fàcil se n'ha anat on el sud creua el Yellow Dog". La referència és a l'encreuament a Moorhead, Mississippi, del ferrocarril del sud i el ferrocarril local de Yazoo i Mississippi Valley, anomenat Yellow Dog. Segons Handy, els locals van assignar les paraules "Yellow Dog" a les lletres YD (per a Yazoo Delta) als trens de mercaderies que van veure.[4]
- " Saint Louis Blues " (1914), "el Hamlet del jazzman".
- "Loveless Love", basat en part en el clàssic "Careless Love". Possiblement, la primera cançó que es queixa dels sintètics moderns, "amb llet sense llet i seda sense seda, ens estem acostumant a l'ànima sense ànima".
- "Aunt Hagar's Blues", la bíblica Hagar, serventa d'Abraham i Sarah, era considerada la "mare" dels afroamericans.
- "Beale Street Blues" (1916), escrit com a comiat de Beale Street de Memphis, que es va anomenar Beale Avenue fins que la popularitat de la cançó va fer que es canviés.
- "Long Gone John (de Bowling Green)", sobre un famós atracador de bancs
- "Chantez-Les-Bas (Sing 'Em Low)", un homenatge a la cultura criolla de Nova Orleans
- "Atlanta Blues", que inclou la cançó "Make Me a Pallet on your Floor" com a cor.
- "Ole Miss Rag" (1917), una composició ragtime, gravada per la Handy's Orchestra of Memphis[5]